# Trichoclinocera taiwanensis
Trichoclinocera taiwanensis är en tvåvingeart som beskrevs av Sinclair 2005. Trichoclinocera taiwanensis ingår i släktet Trichoclinocera och familjen dansflugor.
Artens utbredningsområde är Taiwan. Inga underarter finns listade i Catalogue of Life.